# Valle de Muñecas
Valle de Muñecas es una banda de indie rock argentina integrada por Mariano Manza Esain (voz y guitarra), Luciano Lulo Esain (batería y coros), Fernando Blanco (guitarra) y Mariano López Gringauz (bajo). Se formó en la Ciudad de Buenos Aires luego de la disolución de Menos Que Cero, proyecto anterior de Mariano Esain. Valle de Muñecas debutó en vivo a fines del 2003 y desde entonces ha girado por el interior del país, Brasil, Chile y Uruguay. La banda abrió shows de Lee Ranaldo, Bob Mould, Dinosaur Jr, Nada Surf, Ben Kweller y Gruff Rhys, entre otros.

## Historia
Formación
Valle de Muñecas fue fundada en Buenos Aires en 2003 y se consolidó en la escena indie por la potencia de sus shows y la sensibilidad de sus letras y melodías. Luego de la disolución de Menos Que Cero, Mariano formó Valle de Muñecas junto a Fernando Astone (último bajista de MQC) y dos integrantes de Plaimobyl, Luciano Esain (hermano de Mariano) y Leandro De Cousandier. Esta formación grabó el primer disco de la banda. Desde 2008 Valle de Muñecas está integrada por los hermanos Mariano y Luciano Esain, Mariano López Gringauz y Fernando Blanco.
Días de Suerte y Folk
Valle de Muñecas debutó en agosto de 2003 en el Salón Pueyrredón de la Ciudad de Buenos Aires. “Cuando terminó Menos Que Cero empecé lo que iba a ser un proyecto solista (...) Pero al final, cuando nos juntamos los cuatro en una sala se sentía como banda, sonaba como banda, y así es que fue Valle de Muñecas. Y también fue una buena excusa para renovar por completo el repertorio y obligarme a componer”, declaró Mariano Esain a La Nación. Respecto a la diferencia entre las dos bandas, Esain le comentó a la revista Rolling Stone: “Si bien mi manera de tocar y cantar salta a la vista como algo común a las dos bandas, creo que la manera de tocar del resto de los músicos y la manera en la que interactuamos son lo que le da identidad al grupo y hace que suene distinto. En Valle de Muñecas hay un trabajo de guitarras muy diferente (...) Los tempos son más lentos, el ritmo es más pesado y con más groove”.
El primer registro discográfico llegó en 2005, Días de Suerte fue grabado en vivo por Eduardo Bergallo y producido por la banda. Contó con invitados como Ezequiel Araujo (ex-El Otro Yo y Avant Press); los ex Fabulosos Cadillacs Pablo Puntoriero y Fernando Alvareda (saxo y trompeta); y Adrián Herrera (Blues Motel)
Está compuesto por doce canciones propias, con una impronta pop desde lo melódico, pero ejecutadas por un cuarteto de rock que por momentos se acerca al punk y al noise. De este disco se desprenden los futuros clásicos “Regresar”, “Mil Formas de Estrellarme” y “Días de Suerte”.
En 2005 presentaron Días de Suerte en la ciudad de La Plata. Ese fue el primer show de Mariano López Gringauz como nuevo bajista, tras algunos conciertos en los que Juan Stewart (Jaime sin Tierra) se hizo cargo del bajo.
Folk le siguió en 2007. Funciona como una contracara de su antecesor con versiones acústicas, covers y cuatro nuevas canciones. Manza Esain declaró a La Nación: “Este formato instrumental estaba en mi cabeza desde el momento en que empezó la banda. Esa necesidad de adaptar el material del grupo a las condiciones post Cromañón, la falta de lugares donde luzca nuestra propuesta eléctrica, aceleró el proceso. Siempre se habló de mí como alguien con influencias básicamente inglesas, y quizás las referencias de este disco son más estadounidenses. Son cosas que siempre estuvieron pero nadie las destacaba. Si tengo que mencionar cosas que influenciaron este disco, debería hablar de los discos de Elvis para Sun Records, Violent Femmes, los discos de Gram Parsons con Flying Burrito Brothers, el Neil Young de los 70, Fakebook de Yo La Tengo, Yankee Hotel Foxtrot de Wilco, y otros discos en que el country y el blues están presentes, pero donde también la personalidad de los artistas excede ampliamente el género”.
Fue grabado en un día por Juan Stewart y producido por Mariano Esain. Contiene cuatro temas nuevos (“Tormentas”, “Después”, “Vamos al Cine” y “El Precio de las Cosas”), tres relecturas propias de Días de suerte en versión acústica (“Autosuficiente”, “Días de Suerte” y “Mil Formas de Estrellarme”) y otras tres ajenas (“Lookin’ For A Love” de Neil Young, “I Held Her In My Arms” de Violent Femmes y “Apache” de  The Shadows). Folk cuenta con la participación de Juan Stewart en piano, Pablo Grinjot en viola y violín, y Adrián Herrera en guitarra slide.
Leandro De Cousandier se aleja de la banda que continúa como trío (por enfermedad). En una de sus presentaciones en vivo, Fernando Blanco, que había tocado con Luciano Esain en Plaimobyl, se suma para tocar en tres canciones como invitado en la guitarra. Luego terminaría incorporándose definitivamente como cuarto integrante hasta la actualidad. Su debut oficial como miembro estable de Valle de Muñecas fue en La Trastienda cuando la banda fue invitada para abrir el show de Conor Oberst, el 19 de julio de 2008.
Días de Suerte y Folk fueron reeditados en 2012 como disco doble, jugando con la idea del segundo como lado B del primero y un arte de tapa que combinaba sus portadas, realizado por Pablo Font. Además, esta edición se completa con outtakes de las grabaciones de ambos discos.
La Autopista Corre del Océano hasta el Amanecer
En agosto de 2011 Valle de Muñecas lanzó La Autopista Corre del Océano hasta el Amanecer, su tercer disco, con renovación de sonido y la nueva formación afianzada para pasar por estudios. Es su mayor apuesta hasta la fecha en la que dejan de lado el sonido acústico para volver a la potencia de la banda y logran el disco más sólido y reconocido de su carrera, favorito de la crítica especializada y el público.
Todas las canciones son de Mariano Esain excepto tres cuyas letras fueron escritas en colaboración: “Cuentos para no Dormir Jamás” y “Gotas en la Frente” con Flopa Lestani, y "Game Over" con Luciano Esain. La producción estuvo a cargo de Esain, el mastering fue realizado por Eduardo Bergallo en Puro Mastering, y el arte de tapa es obra de Pablo Font. El disco cuenta con la participación de Juan Ravioli, Nacho Valdez (Bicicletas) y Maxi García (Mataplantas) en teclados. Fue el primero en ser editado como una coproducción de Scatter Records y Apple Pie, el sello creado por el grupo para sus ediciones. “Habiendo grabado los dos discos anteriores casi en vivo, este incorpora una forma de trabajar inédita para nosotros -explica Manza-: hacer crecer las canciones en el estudio, en lugar de meramente reflejar el sonido de la sala de ensayo. Es una metodología distinta, ni mejor ni peor, y supongo que el desafío para el próximo es unir lo mejor de los dos mundos”.
Este disco acerca un nuevo público a la banda y contiene nuevos clásicos como “La Soledad no es una Herida”, “Gotas en la Frente” y “Ni un Diluvio Más”.
También realizan su primer videoclip oficial para promocionar el corte “La Soledad no es una Herida”, filmado por Fernando Blanco.
La Autopista Corre del Océano Hasta el Amanecer tuvo excelentes críticas en todos los medios y figuró entre lo mejor del año en casi todos los resúmenes y encuestas. También obtuvo el Premio Mr E al mejor disco independiente del año. Tras la edición se inició una seguidilla de shows que tuvo su punto culminante en noviembre de 2011 en Niceto, donde fue presentado oficialmente, y posteriormente en La Trastienda, en agosto de 2012.
Durante 2012 el grupo editó periódicamente una serie de simples virtuales, en la plataforma Bandcamp, que incluyeron grabaciones en vivo en estudio de algunas de sus canciones, versiones y outtakes de los discos. El primero fue “Tormentas”/“Dejadez”. Luego siguieron las versiones de "Hoy todo el hielo en la ciudad" (Almendra), “Una Señal en el Agua” (Don Cornelio y La Zona) y “All The Time” (Los Mockers). El siguiente single fue “Después”/“Vamos al Cine”. Por último, en diciembre y para cerrar el año, apareció el remix que el músico y DJ Diego Chamorro hizo de “Ni Un Diluvio Más”.
Por esa misma época, Valle de Muñecas participó de varios festivales internacionales como Contrapedal (Uruguay) en noviembre de 2011, Paraiso do Rock (Paraiso do Norte, Brasil) en julio de 2013 y Mapa de Todos (Porto Alegre, Brasil) en noviembre del mismo año.
El Final de las Primaveras
El Final de las Primaveras fue editado a fines del 2015 y presentado el 8 de abril de 2016 en La Trastienda, fue grabado y producido por Juan Stewart y Mariano Esain. El primer corte de difusión de este álbum que se conoció es "Una hoja en blanco".
Un trabajo de guitarras realmente notable es lo primero que resalta en el nuevo disco que, por lo demás, mantiene las constantes que identifican a Valle de Muñecas desde siempre: canciones pegadizas, estribillos épicos y una lírica que por lo general apunta a la melancolía pero, de todos modos, invita a revolear la campera.
Sobre la grabación y en cuanto a las diferencias entre este trabajo y su antecesor, Esain declaró en Billborad: "En nuestros discos siempre me encargo de la producción, y esta vez, para algunas etapas de la grabación, trabajamos con Juan Stewart. Nos copó laburar con él porque es un amigo y porque tiene un aproach bastante diferente y complementario al mío. Ensayamos los temas en la sala y grabamos las bases en vivo, a diferencia del disco anterior. Queríamos la riqueza que tiene la banda en vivo y la riqueza de timbres y texturas que tiene La Autopista. Ese es el lugar desde el que partimos. Compositivamente, las canciones no son radicalmente diferentes; lo que cambia es la manera de vestirlas, de producirlas. El trabajo de guitarras y los distintos colores que tiene la voz a lo largo del disco son las cosas que lo diferencian del anterior. El disco anterior era muy entrador; este es un poquitito más hermético".
En 2017 participaron del Bafici por el estreno del largometraje documental “Más allá de Valle de Muñecas”, se trata de un concert film dirigido por Emiliano Cativa y producido por Federico Pérez Losada que retrata el proceso de grabación del disco El Final de las Primaveras desde su génesis en la sala de ensayo hasta su presentación en La Trastienda.
En 2018, año que se cumplen 15 años de la formación de la banda, decidieron festejarlo con varios lanzamientos que empezaron en diciembre de 2017 con el sencillo “Tormentas/Dejadez” editado en vinilo de 7’. En febrero de 2018 editaron el EP punk en casete y digital. Está compuesto por tres covers - “Áspero” de Attaque 77, “Bar Extraño” de Mal Momento y “Recuerdos del Invierno” de Menos Que Cero- y por una canción nueva de Esain, “Invisibles”. Luego editaron digitalmente el disco En Vivo en MCL Records, del que habían hecho una edición muy limitada y agotada hace años para regalar a los asistentes de su primera presentación en La Trastienda. Finalmente, cerraron el año con un disco en vivo que es además la banda sonora de la película Más allá de Valle de Muñecas, lanzamiento que fue acompañado por singles, videoclips y un show en Caras y Caretas junto a Flopa Lestani.
Otros proyectos de los integrantes de Valle de Muñecas
Mariano Esain fue miembro de varias bandas como Revolver y Martes Menta (en la que tocaba teclados). A mediados de los 90 formó Menos que Cero, un trío que combinaba el punk y la música alternativa de guitarras inglesa y americana. Con solamente dos discos y un EP, Menos que Cero fue una de las bandas de mayor influencia del under de fin de siglo. El trío FlopaManzaMinimal editó un único trabajo en 2003 que fue elegido uno de los discos del año por la revista Rolling Stone. En paralelo a su actividad como músico, Esain es un reconocido productor discográfico que fue galardonado con el Premio Konex 2015.
Luciano Esain integró Plaimobyl junto a Fernando Blanco, banda con la que editó dos Eps. Actualmente es también baterista de Acorazado Potemkin. Además se dedica a oficiar como Drum Doctor de numerosas grabaciones.
Fernando Blanco es realizador cinematográfico y dirigió las películas "Entre dos luces" y “Cien Caminos” sobre Suárez, banda icónica del indie rock argentino. Integró las bandas Plaimobyl, Popdylan y en la actualidad trabaja en dos proyectos propios: Ruido Blanco, dúo con el que editó el disco Ciudad en 2017, y Las Estrategias.
Mariano López Gringauz fue bajista de la banda Blazer antes de integrar Valle de Muñecas.

## Discografía
Álbumes
- Días de Suerte (2005)
- Folk (2007)
- La Autopista Corre del Océano Hasta el Amanecer (2011)
- El Final de las Primaveras (2015)
- Más Allá de Valle de Muñecas (2018 – disco en vivo)

EPs
- En Vivo en MCL Records (2012)
- Punk (2018/cassette)

Singles
- Hoy Todo el Hielo en la Ciudad/Una Señal en el Agua (2012)
- Tormentas/Dejadez (2017/vinilo de 7’)

## Filmografía
- "Más allá de Valle de Muñecas" (2017)